# Governador Edison Lobão
Governador Edison Lobão es un municipio brasilero del estado del Maranhão. 

## Historia
Fue creado, por la Ley Nº 6.194, del 10 de noviembre de 1994, el municipio de Governador Edison Lobão, con sede en el Poblado de Ribeirãozinho, que fue separado del municipio de Emperatriz. El nombre del municipio es un homenaje al político maranhense Edison Lobão, aunque la Constitución de 1988 tenga prohibido tales homenajes en vida.

## Geografía
Se localiza en la microrregión de Emperatriz , mesorregión del Oeste Maranhense. Su población estimada en 2007 era de 14.086 habitantes. Su extensión es de 620 km². Fue creado en 1994.